# Henrik Hauch
Henrik Andreas Rosenauer Hauch, né le 6 septembre 1876 à Sønder Nissum (Danemark) et mort le 17 août 1957 à Kjellerup (Danemark), est un homme politique danois membre du parti Venstre et ancien ministre.

## Décoration
- Commandeur de 1re classe de l'ordre du Dannebrog